# فاتح عزت‌پور
فاتح عزت‌پور، از خوشنویسان ایرانی. فرزند احمد متولد سال ۱۳۳۷ در محله جورآباد شهر سنندج. لیسانس از دانشگاه علامه طباطبایی و استاد رسمی انجمن خوشنویسان ایران در تهران و سنندج. نامبرده از سال ۱۳۶۱ به تعلیم هنر خوشنویسی مشغول گشت و علاوه برآن در سایر مراکز فرهنگی و هنری به تعلیم این هنر پرداخته و از دوران تحصیلات ابتدایی در سال ۱۳۴۸ با هنر خوشنویسی آشنا گردید و در محیط خانوادگی در محضر دایی خویش استاد مهدی کمالی کردستانی به تمرین خط پرداخت. در سال ۱۳۵۷ جهت ادامه تحصیلات دانشگاهی به تهران عزیمت نمود.
همزمان با تحصیل در تهران از تمرین خط غافل نگشت و در همان سال با تشکیلات انجمن خوشنویسان آشنا و پس از ثبت نام در حضور عباس اخوین به فراگیری این هنر مشغول گشت و در سال ۱۳۶۱ موفق به دریافت گواهی ممتاز از انجمن خوشنویسان ایران شد. متعاقب اخذ گواهینامه ممتاز در سال ۱۳۶۱ و به تأیید شورای عالی انجمن خوشنویسان ایران در تهران به عنوان مدرس انجمن انتخاب و رسماً به امر تعلیم هنر خوشنویسی مشغول گردید. هنرجویان زیادی در دوره‌های مختلف انجمن از تعلیمات ایشان بهره‌مند شدند و تاکنون تعداد قابل توجهی نیز از شاگردان وی موفق به دریافت گواهینامه ممتاز از انجمن خوشنویسان شده‌اند.
در طول فعالیت‌های هنری مقالات و جزوات آموزشی مختلفی برای استفاده علاقه‌مندان تهیه و منتشر نمودند که هر کدام نقش ارزنده‌ای در اشاعه این هنر داشته‌است. در زمینه خوشنویسی و چاپ کتاب و شرکت در نمایشگاه‌های خوشنویسی و دریافت مدال و لوح و تقدیرها دارای سوابق درخشان و بسیار زیادی است که هر کدام مایه مباهات در خطه سرزمین مادری است.
او علاوه بر فعالیت‌های هنری عضو کارشناسان مطالعات تحقیقاتی و پژوهشی در زمینه مسکن بوده که تاکنون بیش از ۴۰ مقاله در کتاب‌ها و نشریات علمی و سمینارهای وزارت مسکن و شهرسازی ارائه و منتشر شده‌است.

## اساتید
- خط نستعلیق: استاد مهدی کمالی کردستانی - از مرحله آغاز مشق هنری (از سال ۱۳۴۸)
- خط نستعلیق: استاد عباس اخوین - انجمن خوشنویسان ایران و مرکز کتابت و تعلیم ایران (از سال ۱۳۵۸)
- خط شکسته: استاد یدالله کابلی خوانساری - انجمن خوشنویسان ایران (از سال ۱۳۵۹)
- تذهیب: استاد بیوک احمری - دفتر خط و نقش تهران (از سال ۱۳۶۲)

## مدارج هنری و علمی
- گواهینامه ممتاز: انجمن خوشنویسان ایران – تهران – سال ۱۳۶۱
- دانشنامه لیسانس علوم اقتصادی: دانشگاه علامه طباطبائی – تهران - ۱۳۶۵
- گواهینامه فوق ممتاز: انجمن خوشنویسان ایران – تهران - ۱۳۸۶
- گواهینامه استادی – انجمن خوشنویسان ایران – تهران - ۱۳۸۸
- گواهینامه درجه یک هنری (دکترا) – وزارت فرهنگ و ارشاد اسلامی و وزارت علوم و تحقیقات و فناوری – تهران – ۱۳۸۸

## مشاغل هنری
- مدرس انجمن خوشنویسان ایران از سال ۱۳۶۱ تاکنون
- مدرس دانشگاه‌ها در زمینه هنری و علمی من‌جمله تدریس در دانشگاه آزاد – علمی کاربردی و مرکز آموزش مدیریت دولتی و… از سال ۱۳۶۸
- عضویت در چندین دوره مجمع نمایندگان خوشنویس کشور
- داور کشوری در زمینه‌های خوشنویسی و عضو شورای تشخیص و بازبینی اوراق امتحانی انجمن خوشنویسان ایران در تهران – از سال ۱۳۶۲
- تدریس در موزه رضا عباسی و کتابخانه خیام واقع در پارک خیام در تهران (سال ۱۳۶۱الی ۱۳۶۵)
- تدریس در مراکز هنری بخش خصوصی در تهران و سنندج
- داوری مسابقات استانی من‌جمله مسابقات دانشجویی و نمایشگاه‌های خوشنویسی دانشگاه‌های استان و هنرستان‌های فنی و حرفه‌ای و…
- کارشناس خط دادگستری از سال ۱۳۶۸
- تدریس خط تحریری (ریز) در کلاس خوشنویسی و تدریس به کارکنان دولتی در ادارات
- تدریس در دفتر کار هنری (انجمن هنری عزت پور)

## لیست آثار منتشره و فعالیت‌های خوشنویسی و کتابت
عزت پور در دورهٔ کاری خود کتاب‌های مختلف زیادی را منتشر کرده‌اند که برخی از آن‌ها تجدید چاپ‌های بیش از ۴۰ بار داشته‌اند.
لیست کتاب‌های منتشر شده توسط استاد عزت پور:
- کتاب خوشنویسی در کردستان - سال ۱۳۶۲ - ناشر ارشاد اسلامی‌کردستان - سنندج
- کتابت رباعیات خیام - سال ۱۳۶۲ -انتشارات فروغ - تهران
- کتابت بابا طاهر عریان - سال ۱۳۶۳ - انتشارات فروغ - تهران
- کتابت دیوان حافظ غنی قزوینی - سال ۱۳۶۴ - انتشارات گوتنبرگ - تهران
- کتابت مناجات خواجه عبداله انصاری - سال ۱۳۶۵ - نشر محمد - تهران
- کتابت گلستان سعدی - سال ۱۳۶۵ - انتشارات پرتو - تهران
- کتابت ابو سعید ابوالخیر - سال ۱۳۶۷ - نشر محمد - تهران
- کتابت دیوان حافظ نسخه قدسی - سال ۱۳۶۷ - انتشارات پیراسته - تهران
- کتابت بابا طاهر عریان - سال ۱۳۶۷ - انتشارات پرتو - تهران
- کتابت رباعیات خیام - سال ۱۳۶۸ - انتشارات پرتو - تهران
- کتابت هاتف اصفهانی - سال ۱۳۶۹ - نشر محمد - تهران
- کتابت خیام کردی (هه ژار) - سال ۱۳۶۹ - آماده برای چاپ
- کتابت پروین اعتصامی - سال ۱۳۷۰ - انتشارات پیراسته در حال چاپ - تهران
- جزوه آموزش خوشنویسی مقدماتی سال۱۳۷۱ - انجمن هنری عزت پور - سنندج
- خوشنویسی در هنرهای سنتی - سال ۱۳۸۸ - دانشگاه جامع علمی کاربردی - سنندج

## برگزای نمایشگاه‌ها
انفرادی:
- نمایشگاه و کارگاه خوشنویسی - سال ۱۳۹۱ - مؤسسه ملی نسخ خطی گرجستان - تفلیس، گرجستان - به دعوت رایزن فرهنگی سفارت ایران در گرجستان
- نمایشگاه سرعشق - سال ۱۳۸۹ - موزه رضا عباسی - تهران
- نمایشگاه خوشنویسی در سقز - سال ۱۳۶۰ - اداره ارشاد اسلامی سقز
- نمایشگاه خوشنویسی قلم - سال ۱۳۷۲ - سالن تبلیغات اسلامی سنندج
- نمایشگاه جزیره قشم - سال ۱۳۸۱ - اداره ارشاد اسلامی قشم
- نمایشگاه وادی قلم - سال ۱۳۸۲ - سالن نگارخانه ارشاد سنندج
جمعی:
- نمایشگاه خوشنویسان سنندج - سال ۱۳۶۲ - موزه سنندج - سنندج
- نمایشگاه خوشنویسان ایران - سال ۱۳۶۲ - موزه هنرهای معاصر - تهران
- نمایشگاه خوشنویسی اصفهان - سال ۱۳۶۴ - تالار فرهنگ - اصفهان
- انجمن خوشنویسان ایران - سال ۱۳۶۴ - سالن ارشاد - نیشابور
- نمایشگاه خوشنویسان کرد - سال ۱۳۶۷ - موزه سنندج - سنندج
- نمایشگاه انجمن خوشنویسان ایران - سال ۱۳۶۸ - باشگاه نیروی انتظامی - ساری
- جمعی از خوشنویسان کردستان - سال ۱۳۷۰ - نگارخانه ارشاد - سنندج
- نمایشگاه خوشنویسی انجمن - سال ۱۳۷۱ - سالن شهرداری - ارومیه
- نمایشگاه انجمن خوشنویسان سنندج - سال ۱۳۷۳ - نگارخانه ارشاد - سنندج
- نمایشگاه سرپرستان انجمن - سال ۱۳۸۰ - سالن صاایران - شیراز
- نمایشگاه اولین جشنواره غرب کشور - سال ۱۳۸۰ - سالن فرهنگ - ایلام
- نمایشگاه خوشنویسان ایران - سال ۱۳۸۱ - سالن کانون پرورش فکری - تهران
- نمایشگاه خوشنویسان کرد - سال ۱۳۸۳ - نگارخانه ارشاد - سنندج
- نمایشگاه یادواره میر عماد الحسنی - سال ۱۳۸۳ - توسط مرکز کتابت و تعلیم - تهران
نمایشگاه‌های جهانی:
- نمایشگاه اولین جشنواره خوشنویسی جهان اسلام - سال ۱۳۷۶ - نگارستان هنر - تهران
- نمایشگاه دومین جشنواره خوشنویسی جهان اسلام سال ۱۳۸۱ - نگارستان هنر - تهران
- نمایشگاه خوشنویسی آثار کردی و فارسی - سال ۱۳۸۳ - سالن گه نجان سلیمانیه - عراق